# Utvær fyr

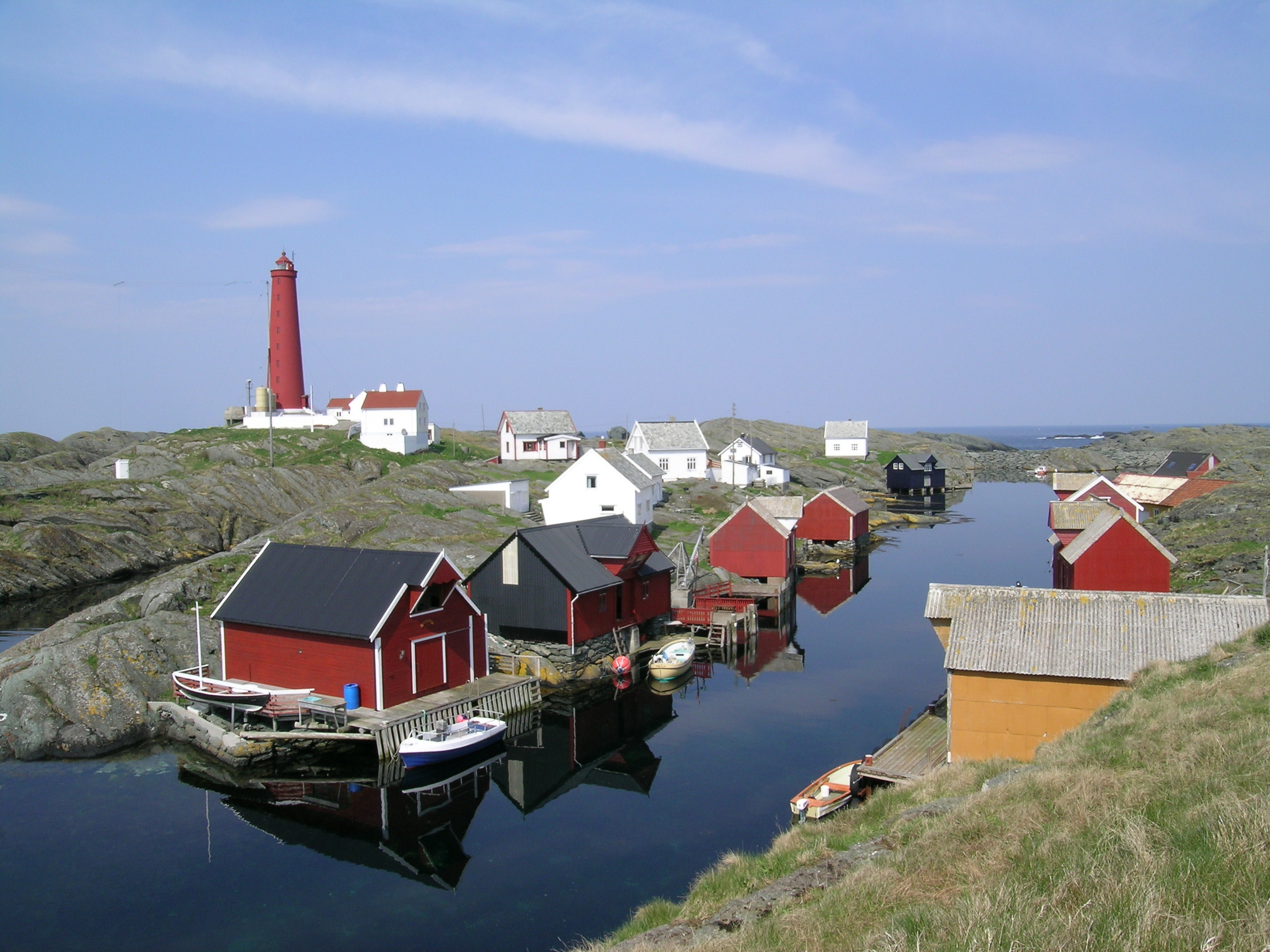
Utvær fyr vom Hafen aus gesehen

Utvær fyr ist ein Leuchtturm auf der Insel Utvær der gleichnamigen Inselgruppe in der norwegischen Provinz Vestland an der Mündung des Sognefjordes in den Atlantik.  Er markiert den westlichsten bewohnten Punkt des norwegischen Hauptlandes.

## Lage
Utvær fyr liegt auf der westlichen Seite der zur Gemeinde Solund gehörenden Insel Utvær, die Teil der gleichnamigen Inselgruppe ist. Die Insel wird vom Naturreservat Utvær umschlossen, das 1993 zum Schutz der hier brütenden Seevögel eingerichtet wurde.
Der Leuchtturm steht auf einer Anhöhe oberhalb der kleinen Siedlung um den Hafen der Insel. Ein Fußweg führt von der Siedlung zum Leuchtturm und von dort hinunter zum zugehörigen Bootshaus.

## Geschichte
Utvær war in früheren Zeiten ein wichtiger Fischerort und galt im 17. Jahrhundert als einer der wichtigsten Fischereihäfen der norwegischen Westküste. Um 1770 wurde eine Lotsenstation in Utvær eingerichtet.
Der erste Leuchtturm in Utvær wurde erst 1900 errichtet und kam damit gemessen an der Bedeutung seiner Platzierung recht spät. Neben dem charakteristischen roten schmiedeeisernen Turm wurden auch ein Haus für den Leuchtturmwärter und seinen Assistenten und deren Familien sowie den Reserveassistenten errichtet.
Während des Zweiten Weltkrieges wurde der Leuchtturm von deutschen Truppen besetzt. 1945 wurde er von den Alliierten bombardiert und stark beschädigt. Unter anderem wurden die Linse und die Leuchte sowie die Wohngebäude zerstört. Nach Kriegsende zogen der Leuchtturmwärter und seine Familie zurück nach Utvær und lebten zunächst in einer eilig errichteten Baracke, bis ein neues Wohnhaus errichtet war. Eine neue Linse und Leuchte wurden 1952 installiert und ein kleinerer Nebenleuchtturm mit Radiostation errichtet. Seit 1999 steht der Leuchtturm unter Denkmalschutz.

## Der Leuchtturm heute
Mit dem Ende der Heringsfischerei an der norwegischen Westküste, verlor auch Utvær an Bedeutung. Von den bis zu 300 Menschen, die einmal auf der Insel gelebt hatten, waren 1985 nur noch zwei Familien übrig. Der Leuchtturmwärter war bis zu seinem Abzug 2004 der letzte feste Bewohner der Insel, die heute in den Sommermonaten bewohnt ist. Heute wird Utvær fyr von einem Freundeskreis unterhalten, die in den Sommermonaten Führungen anbieten.

## Sonstiges
Seit 2018 ist Utvær fyr auf den norwegischen 50-Kronen-Scheinen zu sehen, wo er stellvertretend für die norwegische Seefahrts- und Navigationsgeschichte steht.